# J (cantante)
Jang Ye-eun (en coreano: 장예은; Dong-gu, Daejeon, 9 de diciembre de 2004), conocida artísticamente como J (제이), es una vocalista, rapera y bailarina surcoreana perteneciente al grupo de k-pop STAYC. J debutó como integrante del grupo en 2020 bajo el sello discográfico High Up Entertainment.

## Carrera
El 11 de octubre, High Up Entertainment anunció a las tres últimas miembros de su nuevo grupo. El 14 de octubre de 2020, fue revelada como la quinta miembro de STAYC. El grupo debutó el 12 de noviembre con el álbum sencillo Star to a Young Culture.

## Vida personal
El 9 de febrero de 2023, J se graduó de la escuela secundaria para niñas de la Universidad Hongik.